# ديا إفتيموفا
ديا إفتيموفا (بالبلغارية: Диа Евтимова)‏ مواليد 30 أبريل 1987 في صوفيا، هي لاعبة كرة مضرب بلغارية بدأت مسيرتها كمحترفة سنة 2005 تلعب باليد اليمنى وتحتل حالياً المرتبة رقم. 337 (2 نوفمبر 2015) في تصنيف رابطة محترفات كرة المضرب. أعلى تصنيف لها في الفردي كان المركز الـ 145 في سنة 2011. أعلى تصنيف لها في الزوجي كان المركز الـ 228 في سنة 2014.

## روابط خارجية
- ديا إفتيموفا على موقع رابطة محترفات التنس (الإنجليزية)
- ديا إفتيموفا على موقع الاتحاد الدولي لكرة المضرب (الإنجليزية)
- ديا إفتيموفا على موقع كأس بيلي جين كينغ (الإنجليزية)
- ديا إفتيموفا على موقع خلاصة التنس.كوم (الإنجليزية)
- ديا إفتيموفا على موقع إي إس بي إن.كوم (الإنجليزية)